# Обсада на Вайнсберг
Обсадата на Вайнсберг, град в рамките на тогавашната Свещена Римска империя, се състои през 1140 г. и е решаващ момент от конфликта между родовете Велфи и Хоенщауфени.

## Предистория
След смъртта на Лотар II през 1137 г.; Хайнрих Горди от рода на Велфите, наследник на имуществото на починалия си свекър, и пазител на ценностите на Короната, се откроява като кандидат за императорската титла. Местните владетели се противопоставят на това и на 2 февруари 1138 г. във Франкфурт избират Конрад III от рода Хоенщауфен. Когато Конрад дава Херцогство Саксония на граф Алберт Мечката, саксонците въстават в защита на младия си принц, и граф Велф VI от Алторф, брат на Хайнрих Горди, започва военни действия.

## Ход на военните действия
Вбесен от героичната отбрана на Велфите, Конрад III решава да разруши Вайнсберг и плени защитниците му. Той спира обаче последният щурм на крепостта след преговори за капитулация, при които дава правото на жените на градчето да го напуснат само с това, което могат да носят.
Жените изоставят ценните си вещи и изнасят на гърбовете си своите мъже. Когато кралят вижда случващото се, той изпада в смях и приема хитрия трик на жените, като казва, че един крал трябва винаги да държи на думата си. Това събитие остава известно в историята като „Верните съпруги от Вайнсберг“ (на немски: Treue Weiber von Weinsberg). Руините на замъка и до днес са известни като Weibertreu („Съпружеска вярност“) в памет на събитието.